# Biały Potok (dopływ Krośnicy)
Biały Potok – potok, prawy dopływ Krośnicy o długości 2,82 km i powierzchni zlewni 2,98 km².
Potok wraz z dopływami odwadnia północne stoki Pienin Czorsztyńskich na odcinku od przełęczy Szopka po Macelaka. Wypływa na wysokości około 770 m, poniżej północnych stoków przełęczy Trzy Kopce. Na wysokości 646 m zasila go przykorytowe źródło. Na wysokości około 465 m, około 190 m powyżej skrzyżowania drogi wojewódzkiej nr 969 z drogą gminną do Dziadowych Kątów, uchodzi do Krośnicy.
Jego dopływami są Zagroński Potok i Potok pod Wysoki Dział (na mapie Geoportalu opisany jako potok Wysoki Dział). Zlewnia Białego Potoku znajduje się w obrębie miejscowości Krościenko nad Dunajcem.
W dolinie Białego Potoku znaleziono dwa chronione gatunki mchów: grzebieniowiec piórkowaty (Ctenidium molluscum), miechera kędzierzawa (Neckera crispa), a na Zagroniu i w dolinie Białego Potoku grzyby podziemne: czarnobrzuszek filcowaty, jeleniak myszaty, jeleniak szorstki, jeleniak sarni, podziemka zmienna, trufla omszona, truflica kasztanowata, wnętrznica smardzowata, Gautieria trabutii, Hydnocystis piligera, Hysterangium nephriticum.

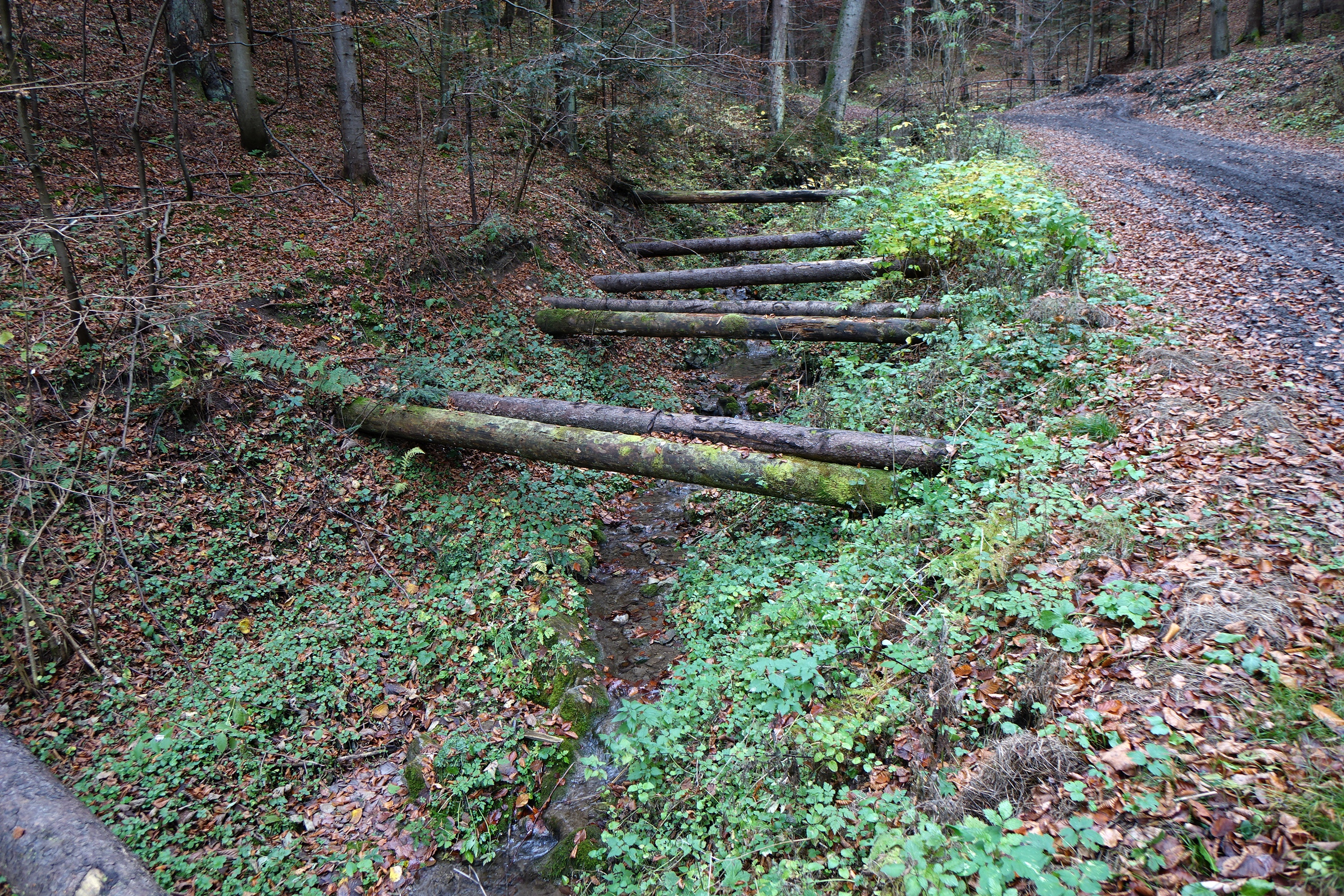
Biały Potok w środkowym biegu
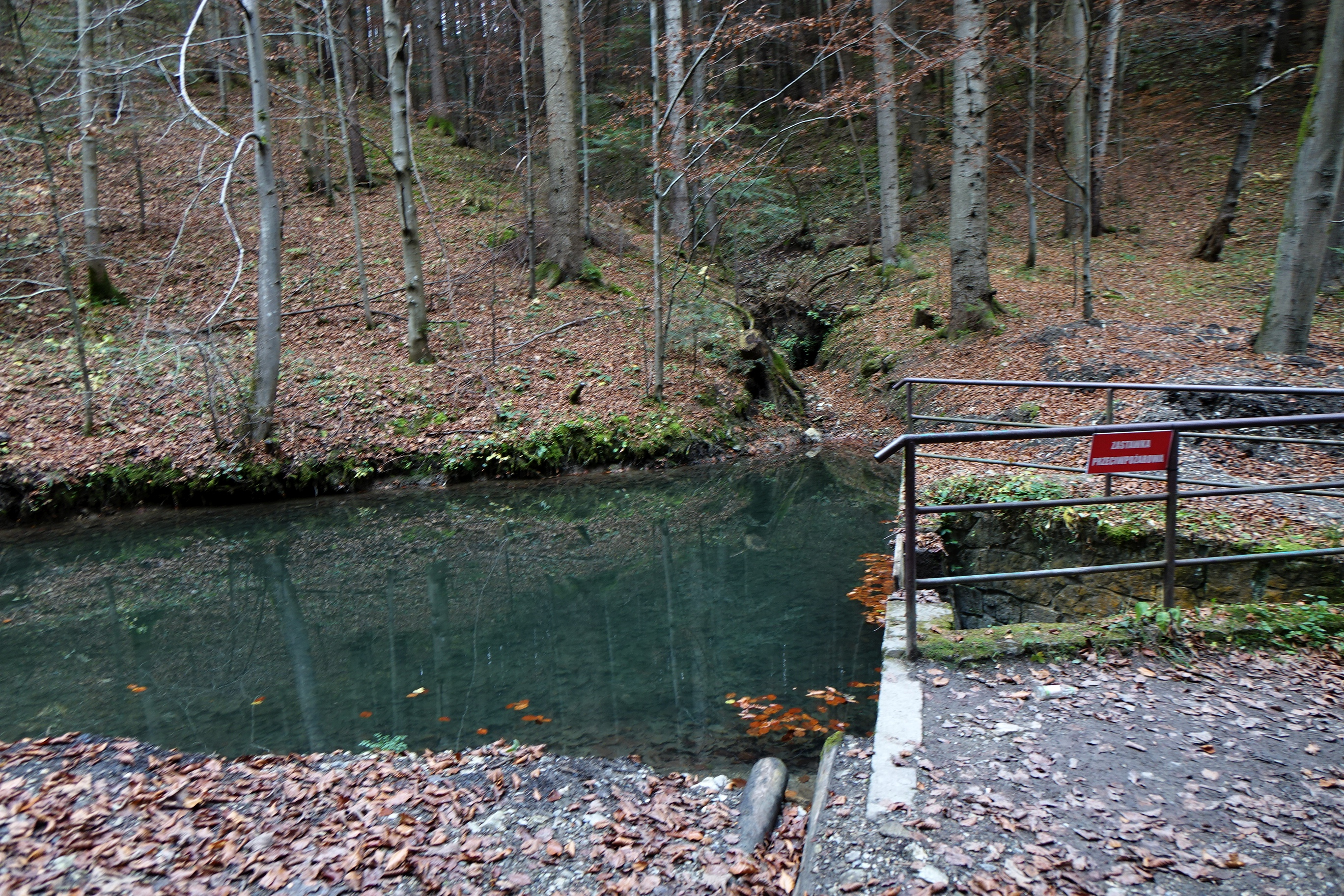
Zapora przeciwpowodziowa